# Rastičevsko Jezero
Rastičevsko Jezero är en sjö i Bosnien och Hercegovina.   Den ligger i entiteten Federationen Bosnien och Hercegovina, i den centrala delen av landet, 100 km väster om huvudstaden Sarajevo. Rastičevsko Jezero ligger 1 140 meter över havet.
Omgivningarna runt Rastičevsko Jezero är en mosaik av jordbruksmark och naturlig växtlighet. Runt Rastičevsko Jezero är det ganska tätbefolkat, med 93 invånare per kvadratkilometer.